# Hänschen klein

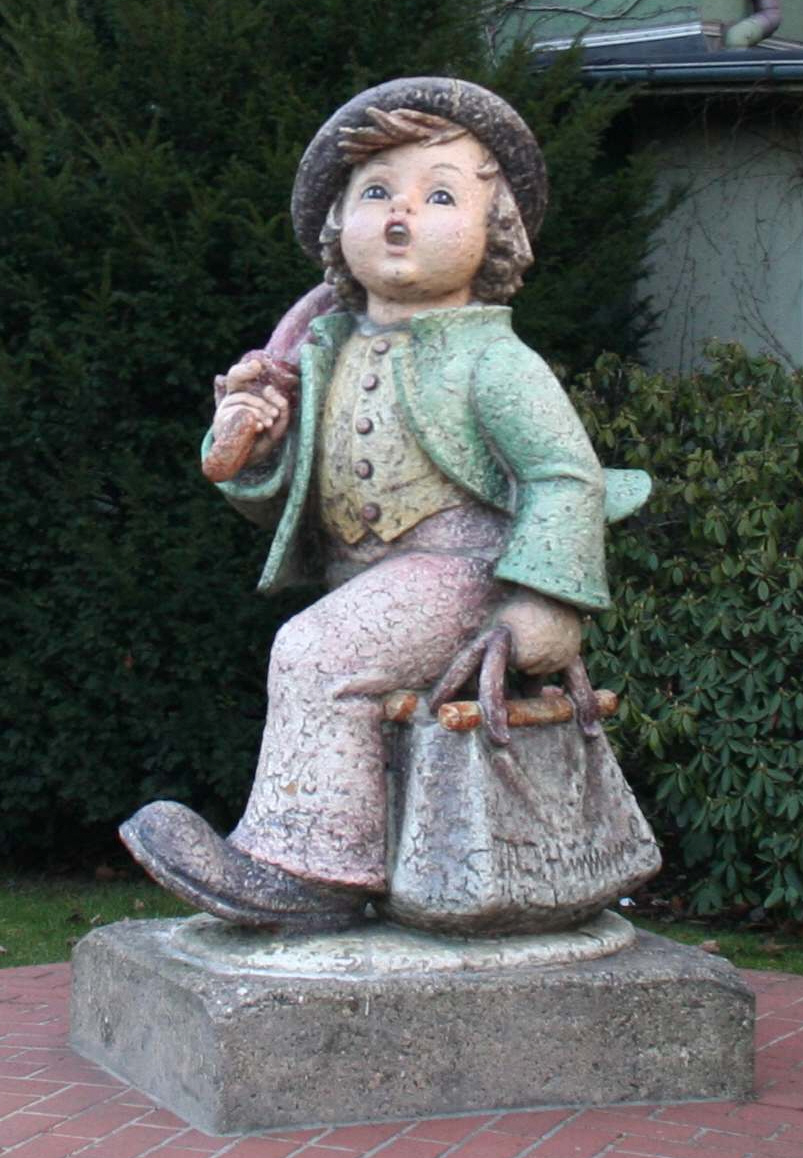
Statue d'un possible "Petit Jean" (manufacture de porcelaine W. Goebel à Rödental, Coburg)

Hänschen klein (Petit Jean ou Petit Jeannot en français) est une chanson traditionnelle allemande pour enfants composée au XIXe siècle qui conte l'histoire d'un garçon s'aventurant dans le monde et revenant dans sa famille dans la peau d'un homme. La chanson a gagné en popularité aux alentours des années 1900 lorsque les paroles furent fixées par écrit et modifiées pour être enseignées aux enfants allemands, que ce soit à la maison ou à l'école maternelle. Ce fut la première chanson pour enfants enseignée dans les écoles allemandes. La version modifiée conte l'histoire d'un petit garçon quittant sa maison mais revenant immédiatement car sa mère laissée seule a commencé à pleurer. Hänschen klein est le thème principal du générique du film de Sam Peckinpah Croix de fer, sorti en 1977.

## Paroles

### Texte original
Hänschen klein

Ging allein

In die weite Welt hinein.

Stock und Hut

Steht ihm gut,

Ist gar wohlgemut.

Doch die Mutter weinet sehr,

Hat ja nun kein Hänschen mehr!

„Wünsch dir Glück!“

Sagt ihr Blick,

„Kehr’ nur bald zurück!“

Sieben Jahr

Trüb und klar

Hänschen in der Fremde war.

Da besinnt

Sich das Kind,

Eilt nach Haus geschwind.

Doch nun ist’s kein Hänschen mehr.

Nein, ein großer Hans ist er.

Braun gebrannt

Stirn und Hand.

Wird er wohl erkannt?

Eins, zwei, drei

Geh’n vorbei,

Wissen nicht, wer das wohl sei.

Schwester spricht:

„Welch Gesicht?“

Kennt den Bruder nicht.

Kommt daher die Mutter sein,

Schaut ihm kaum ins Aug hinein,

Ruft sie schon:

„Hans, mein Sohn!

Grüß dich Gott, mein Sohn!“

### Version modifiée
Hänschen klein geht allein

In die weite Welt hinein.

Stock und Hut steht ihm gut,

Er ist wohlgemut.

Doch die Mutter weinet sehr,

hat ja nun kein Hänschen mehr.

Da besinnt sich das Kind,

kehrt nach Haus' geschwind. 

## En hébreu
Dans la première moitié du XXe siècle, à l'époque de la Palestine mandataire, l'auteur Yisrael Duschmann composa une version hébraïque de la chanson nommée Yonatan HaKatan qui est aujourd'hui l'une des comptines les plus répandues en Israël. Le texte n'a que peu à voir avec l'original mais l'air reste le même.